# Боголюбовка (Уссурийский городской округ)
В Приморском крае в Дальнереченском районе тоже есть село Боголюбовка.
Боголю́бовка — село в Уссурийском городском округе Приморского края. Входит в Раковскую территорию.

## География
Село Боголюбовка стоит в верховьях реки Осиновка.
Дорога к селу Боголюбовка идёт на восток от «железнодорожной слободки» Уссурийска через села Глуховка и Раковка. Расстояние до Уссурийска около 25 км.
На север от села Боголюбовка дорога идёт к сёлам Даниловка и Осиновка Михайловского района. В селе Осиновка — выход на трассу «Осиновка — Рудная Пристань».

## История

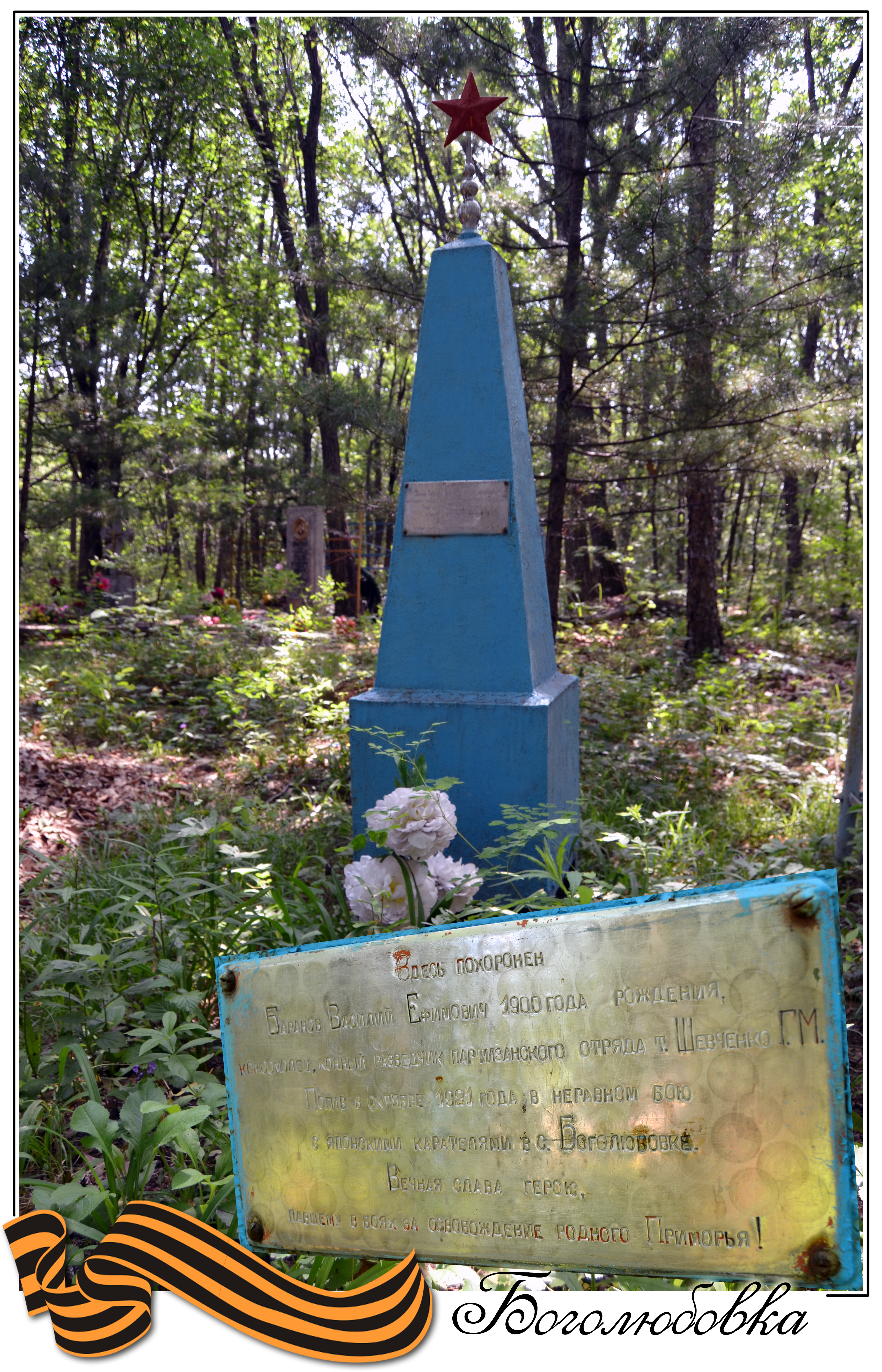
Могила партизана Баранова В. Е.

Село оказалось в гуще событий гражданской войны 1918—1922 гг. На сельском кладбище находится могила партизана Баранова. Табличка на памятнике гласит: «Здесь похоронен Баранов Василий Ефимович 1900 года рождения, комсомолец, конный разведчик партизанского отряда т. Шевченко Г. М. Погиб в октябре 1921 г. в неравном бою с японскими карателями в с. Боголюбовке. Вечная слава герою, павшему в боях за освобождение родного Приморья!»

## Население
| 2002 | 2010 |
| ---- | ---- |
| 152  | ↘142 |

## Инфраструктура
- Сельскохозяйственные предприятия Уссурийского городского округа.